# Гіперпростір (книжка)
«Гіперпростір: Наукова Одіссея Крізь Паралельні Світи, Викривлений Простір-Час і Десятий Вимір» (англ. Hyperspace: A Scientific Odyssey Through Parallel Universes, Time Warps, and the 10th Dimension) — книжка Мічіо Кайку, фізика-теоретика Міського Коледжу Нью-Йорка. Вона сфокусована на дослідженнях автором вищих розмірностей простору, що ще називають Гіперпростором. Темою також є те, що всі основні чотири сили Всесвіту (Сильна взаємодія, Слабка взаємодія, Електромагнетизм та Гравітація) у вищих вимірах стають послідовнішими і їх легше описати.
Британська альтернативна рок-банда Muse надихалась ідеями книжки для запису свого студійного альбому Origin of Symmetry (укр. Походження симетрії).

## Українське видання
У 2005 році зусиллями доцента Львівського національного університету ім. Івана Франка Кам'янець Анжели Богданівни та львівського видавництва «Літопис» був виданий український переклад книжки. Це вже була друга перекладена українською книжка Мічіо Кайку, видана Літописом (після «Візії: Як наука змінить XXI сторіччя»).

## Зміст

### Частина 1. Увійти у П'ятий Вимір
- Світи поза простором і часом
- Математики й містики
- Людина, яка «бачила» четвертий вимір
- Таємниці світла: вібрації у п'ятому вимірі

### Частина 2. Уніфікація в Десяти Вимірах
- «Квантова єресь»
- «Помста Айнштайна»
- Суперструни
- Сигнали з десятого виміру
- Перед створенням світу

### Частина 3. Тунелі: Ходи в Інший Світ?
- Чорні діри й паралельні всесвіти
- Сконструювати машину часу
- Всесвіти, що зіштовхуються

### Частина 4. Опанувати Гіперпростір
- Після майбутнього
- Доля всесвіту
- Висновок